# Pierre Mens
Pierre Wilhelm Mens, född 28 november 1939 i Malmö, är en svensk fotograf och bildredaktör bosatt i Malmö. 

## Biografi
Pierre Mens föddes i Malmö 1939. Fadern hade som katolsk präst kommit från Nederländerna 1928, bytt yrke och gift sig med en danska. Pierre Mens har arbetat med bilder nästan hela sitt liv. Han har gjort reportage från nästan hundra länder, inte minst i Afrika, bevakat fotbollsmatcher i Sverige, gjort kortfilmer och varit bildredaktör. Han sålde sin första bild redan som fjortonåring. 1957 började han arbeta på bildbyrån Skåne-Reportage och senare även för Aftonbladets Reportagebild. 1971 startade han egen bildbyrå.

## Omtalade reportage
| ”                                    | ”Som fotograf är han inte bättre än de flesta. Skillnaden är bara att han alltid är på rätt plats vid rätt tillfälle.” | „ |
| – Nils Andersson, Arbetet 1969-06-01 | |   |

Mens första scoop kom 1958 när han hann före de andra fotograferna med att fånga tonårsidolen Tommy Steeles framträdande i Köpenhamn. Mens lyckades också få bilder på två andra idoler, George Harrison och Paul McCartney i The Beatles, när dessa besökte sin meditationslärare Maharishi Mahesh Yogi på Falsterbohus 1967.
På 1960-talet gjorde Mens flera uppmärksammade reportage från Afrika. Tillsammans med Jan Andersson gjorde han 1963 Född att leva, en film om både nöd och framtidshopp i Östafrika gjord på uppdrag av Lutherhjälpen. 1965 gjorde Mens och Bertil Rubin på uppdrag av Rädda barnen filmen Vita pesten om TBC. Båda filmerna visades i svensk television.
1968 följde Pierre Mens med en av Svenska Röda Korsets hjälpsändningar till Biafra för att göra en film inifrån den krigsdrabbade provinsen. I Biafra lyckades Mens att få en bandad intervju med Carl Gustaf von Rosen om hans krigsinsats på utbrytarstatens sida. Han fotograferade och filmade von Rosens ”miniflygvapen”, ett antal bestyckade små enmotoriga propellerplan. Mens bilder blev mycket efterfrågade av internationella medier.